# Jōban-Autobahn
Die Jōban-Autobahn (jap. 常磐自動車道, Jōban Jidōshadō) ist eine wichtige Autobahn in Japan und durchquert die japanischen Hauptinsel Honshū von Misato bis Watari und trifft hier auf die Sendai-Tōbu-Dōro. Seit 2017 trägt sie die Nummer E6. Ihr Verlauf folgt dabei im Wesentlichen dem der Nationalstraße 6.
Die 300,4 km lange Autobahn wird von der ostjapanischen Autobahnbetreibergesellschaft Higashi-Nihon Kōsokudōro K.K. (engl. East Nippon Expressway Co., Ltd., NEXCO) betrieben und ist als „Nationale Hauptstrecke“ (Kokkandō, kurz für 国土開発幹線自動車道, kokudo kaihatsu kansen jidōshadō) klassifiziert.

## Geschichte
Die Entscheidung für den Bau der Strecke zwischen Tokyo und Iwaki fiel 1966, für die Anbindung an Sendai 1987.
Der Bau begann 1970
, das erste Teilstück der Jōban-Autobahn zwischen Kashiwa und Yatabe (in Tsukuba) wurde 1981 eröffnet.
Durch die aufgrund der Nuklearkatastrophe von Fukushima eingerichteten Sperrzone mit einem Radius von 20 km rund um das Kernkraftwerk Fukushima, die am 22. April 2011 offiziell eingerichtet wurde, war die Nutzung des knapp 20 km langen Abschnittes von Hirono nach Tomioka nur noch mit behördlicher Ausnahmegenehmigung erlaubt. Am 22. Februar 2014 wurde die Strecke für den Verkehr wieder freigegeben. Bei der Eröffnungszeremonie verkündete der anwesende Verkehrsminister Akihiro Ōta die Absicht, den Ausbau an stillgelegten Bauabschnitten wiederaufzunehmen.
Die ursprünglich für 2011 angedachte Fertigstellung des Teilstücks von Namie bis Minamisoma kam schließlich am 6. Dezember 2014 zustande.  Auf drei Überkopfanzeigen wird die aktuelle Strahlenbelastung angezeigt. Ebenfalls wurde der Abschnitt Sōma-Yamamoto eröffnet.
Das letzte 14,3 km lange Teilstück Namie-Jobantomioka (nördlich von Tomioka), wurde bis zum 1. März 2015 fertiggestellt und eröffnet. Damit ist die Autobahn in der Präfektur Fukushima durchgehend und ohne Genehmigung befahrbar. Auf diesem Abschnitt wird an sechs Messstellen die Strahlenbelastung angezeigt, im Februar 2015 maßen diese etwa 5,5 µ Sv/h. Laut offizieller Stellungnahme beträgt die Dosis für eine im Fahrzeug mit 70 km/h reisende Person 0,2 µSv, dies entspricht etwa einem Hundertstel einer Ganzkörper-Computertomographie. Um die Strahlenbelastung niedrig zu halten, wurden Bankett und Böschungen mancherorts 15 cm dick einbetoniert.

## Anschlussstellen (Interchange)
Misato (1) – Nagareyama (1–2) – Kashiwa (2) – Yawara (3) – Yatabe (4) – Sakura-Tsuchiura (5) – Tsuchiura-Kita (6) – Chiyoda-Ishioka (7) – Iwama (8) – Mito (9) – Naka (10) – Hitachi-Minamiōta (11) – Hitachi-Kita (12) – Takahagi (13) – Kita-Ibaraki (14) – Iwaki-Nakoso (15) – Iwaki-Yumoto (16) – Iwaki-Chuo (17) – Iwaki-Yotsukura (18) – Hirono (19) – Jōban-Tomioka (20) – Namie (21) – Haramachi (22) – Sōma (23) – Shinchi (24) – Yamamoto (25) – Watari (1)

## Verlauf
- Präfektur Saitama
  - Misato – Yoshikawa
- Präfektur Chiba
  - Nagareyama – Kashiwa
- Präfektur Ibaraki
  - Moriya – Tsukubamirai – Tsukuba – Tsuchiura – Kasumigaura – Ishioka – Omitama – Kasama – Mito – Naka – Tōkai – Hitachi-Ōta – Hitachi – Takahagi – Kita-Ibaraki
- Präfektur Fukushima
  - Iwaki – Hirono – Naraha – Tomioka – Ōkuma – Futaba – Namie – Minamisōma – Sōma – Shinchi
- Präfektur Miyagi
  - Yamamoto – Watari